# Saber Abdel Aziz al-Douri
Saber Abdel Aziz al-Douri (Ad-Dawr, 1949) è un ex generale e politico iracheno, è stato un importante ufficiale dell'Esercito iracheno durante il regime ba'thista.

## Biografia
Aziz è nato nel piccolo villaggio di Ad-Dawr non lontano da Tikrit ed è membro della tribù Abu Haidar. Aziz si è laureato all'accademia militare irachena nel marzo del 1967, e in seguito si è laureato all'accademia dello stato maggiore dell'Iraq. Durante la sua carriera militare ha detenuto diversi importanti comandi tra i quali:
- Comandante del 14º battaglione corazzato
- Comandante della 10ª Brigata corazzata
- Comandante della 17ª Divisione corazzata
- Direttore della strategia militare nel ministero della difesa dell'Iraq
- Direttore dell'intelligence militare generale nominato in tale carica nell'aprile del 1986.
- Promosso a Tenente generale nel 1989.

è stato in seguito nominato in importanti cariche politiche all'interno del Partito Ba'th iracheno. Tra il 1996 e il 2001 ha servito come governatore della provincia di Kerbela, e in seguito ha servito come governatore della provincia di Baghdad dal 2001 al 2003.
Aziz è stato accusato di crimini di guerra dal tribunale speciale iracheno riguardo alla sua direzione dell'intelligence militare durante la Campagna di Al-Anfal. Aziz è stato dichiarato colpevole e condannato al carcere a vita.